# Laia Palau
Laia Palau, född 10 september 1979 i Barcelona, är en spansk basketspelare. Palau blev olympisk silvermedaljör i basket vid sommarspelen 2016 i Rio de Janeiro.